# Muzeum Ślężańskie im. Stanisława Dunajewskiego w Sobótce
Muzeum Ślężańskie im. Stanisława Dunajewskiego w Sobótce – muzeum położone w Sobótce. Placówka jest gminną jednostka organizacyjną.
Muzeum powstało 1962 roku i uważane jest za kontynuatora tradycji Heimatmuseum, założonego w 1926 roku. Obie placówki mieściły się Domu Opata – dawnym budynku szpitalnym, wzniesionym przez kanoników regularnych św. Augustyna w 1568. Pierwszą wystawę stałą w muzeum otwarto w 1966 roku. W 1992 roku patronem placówki został Stanisław Dunajewski – żołnierz Wojska Polskiego i AK, założyciel muzeum.

Od 1995 roku funkcjonuje również Galeria Muzeum Ślężańskiego, w ramach której swoje prace wystawiali m.in. Wiesław Ochman, Edward Lutczyn, Jerzy Duda-Gracz, Stasys Eidrigevicius, Franciszek Maśluszczak oraz Tomasz Sętowski.
Aktualnie w muzeum eksponowane są następujące wystawy stałe:
- „Dawne wierzenia” – ekspozycja poświęconym wierzeniom oraz kulturze duchowej terenów Ślęży jako ośrodka kultu,
- „Przyroda Masywu Ślęży”, zawierająca zbiory z zakresu geologii, fauny i flory,
- lapidarium na terenie przylegającym do budynku, na które składają się fragmenty zabytkowych elementów architektonicznych, rzeźb z kościołów w Sobótce oraz okolicy[3].

Placówka jest obiektem całorocznym, czynnym od środy do niedzieli oraz w każdy ostatni wtorek miesiąca. Wstęp jest płatny (w soboty wstęp wolny).